# Exposició de Retrats Nacionals
L'Exposició de Retrats Nacionals (anglès: Exhibition of National Portraits) va ser una sèrie de tres grans exposicions a la ciutat de Londres, realitzades al South Kensington Museum, actualment Victoria and Albert Museum, entre els anys 1866 i 1868. La primera edició tingué lloc l'abril de 1866, amb retrats de personatges relacionats amb la història d'Anglaterra fins a l'any de la Revolució Gloriosa. La segona edició mostrava retrats entre aquesta revolució i l'any 1800, mentre que la tercera exposició se centrava en els retrats del segle xix, incloent-hi persones vives. En la segona i tercera edicions també s'inclogueren retrats que pertanyerien a anys anteriors, però que no s'havien pogut mostrar. La tercera, per exemple, inclogué nou obres de Hans Holbein, 9 d'Anthony van Dyck, 27 de Joshua Reynolds i 34 de Thomas Gainsborough, tot i que en teoria pertanyien al material d'exposicions anteriors.

## Xifres
La primera, de 1866, que va durant entre el 16 d'abril fins al 18 d'agost i la que tingué més afluència de públic, va rebre 73.156 visitants, i contenia 1035 obres, incloent-hi material de Hans Memling i de Hans Holbein el Jove. La de 1867, que tinué lloc entre el 2 de maig i el 31 d'agost, tingué 49.385 visitants. La tercera fou més exitosa que la segona, amb 58.336 visitants que veieren 951 retrats entre 13 d'abril i el 22 d'agost de 1868. Es vengueren 16.000 catàlegs el primer any, 8.000 el segon i 8.000 més el tercer.

## Imatges incloses a l'exposició de 1866

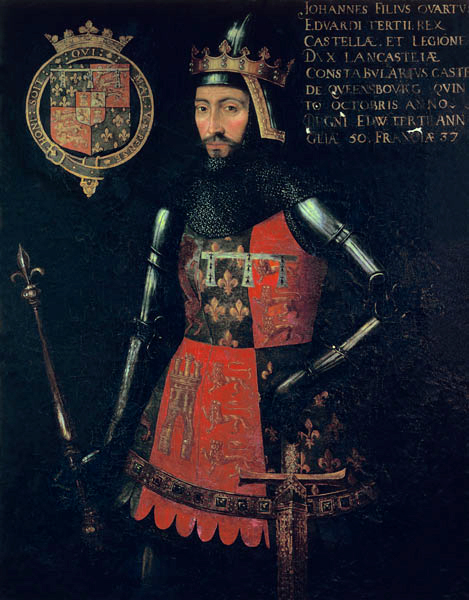
Joan de Gant, 1r Comte de Lancaster, atribuït a Luca Cornelli
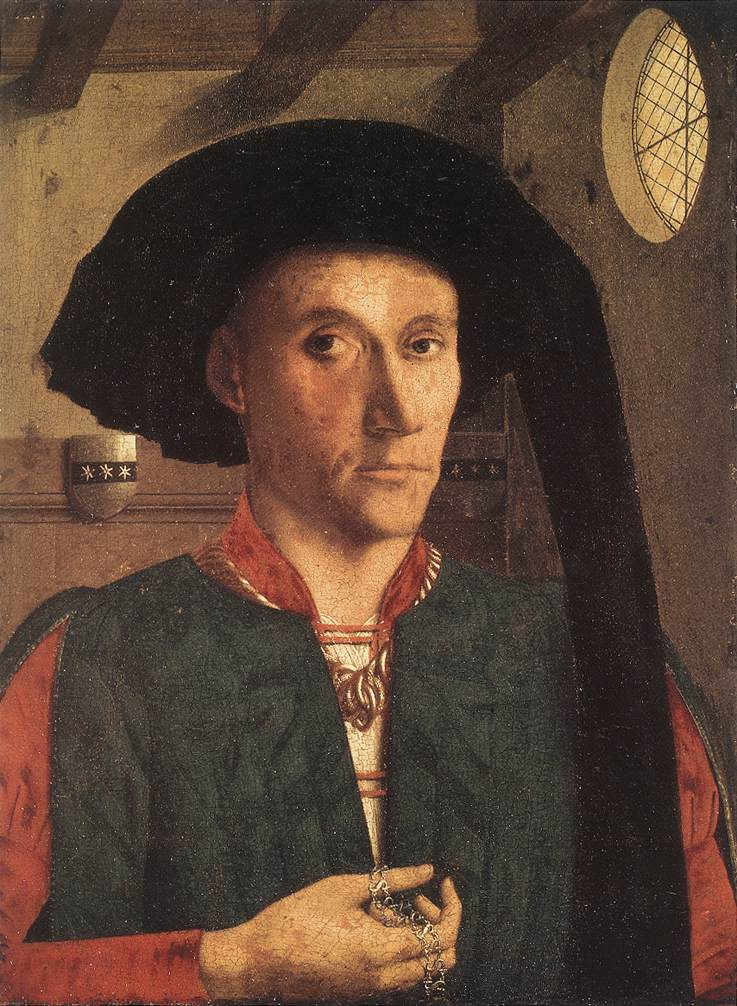
Edward Grimston, per Petrus Christus
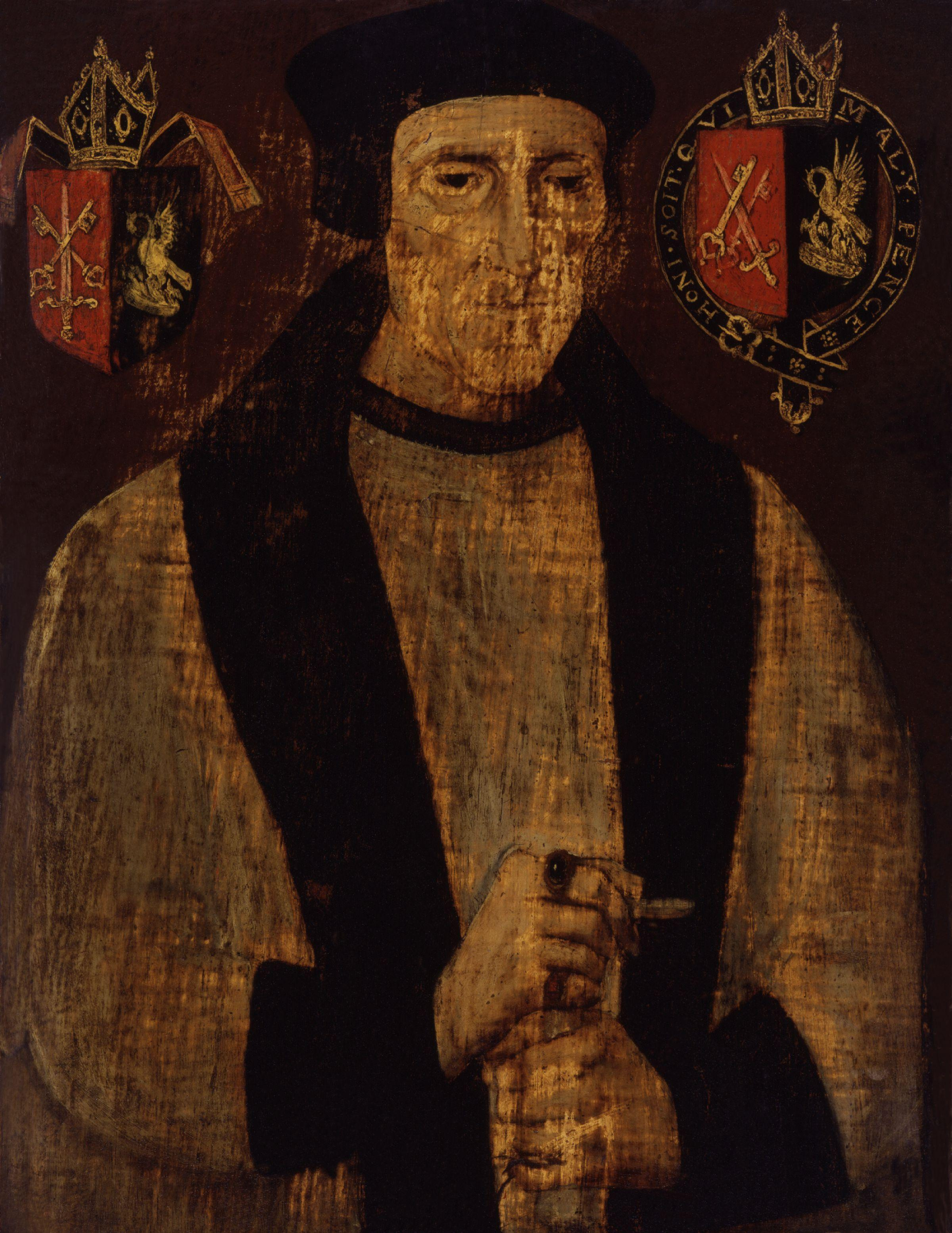
Richard Foxe per Johannes Corvus
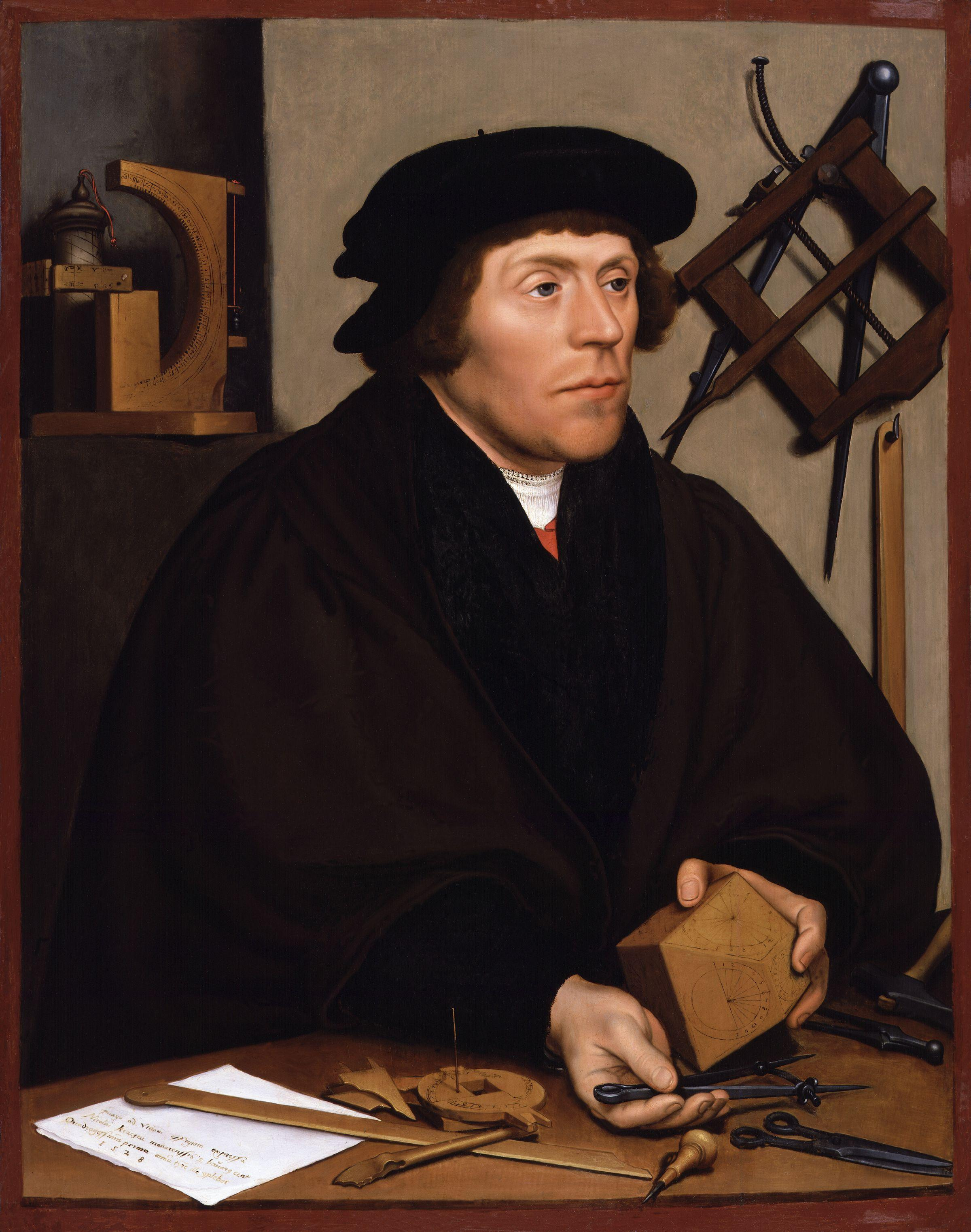
Nicholas Kratzer per Hans Holbein el jove
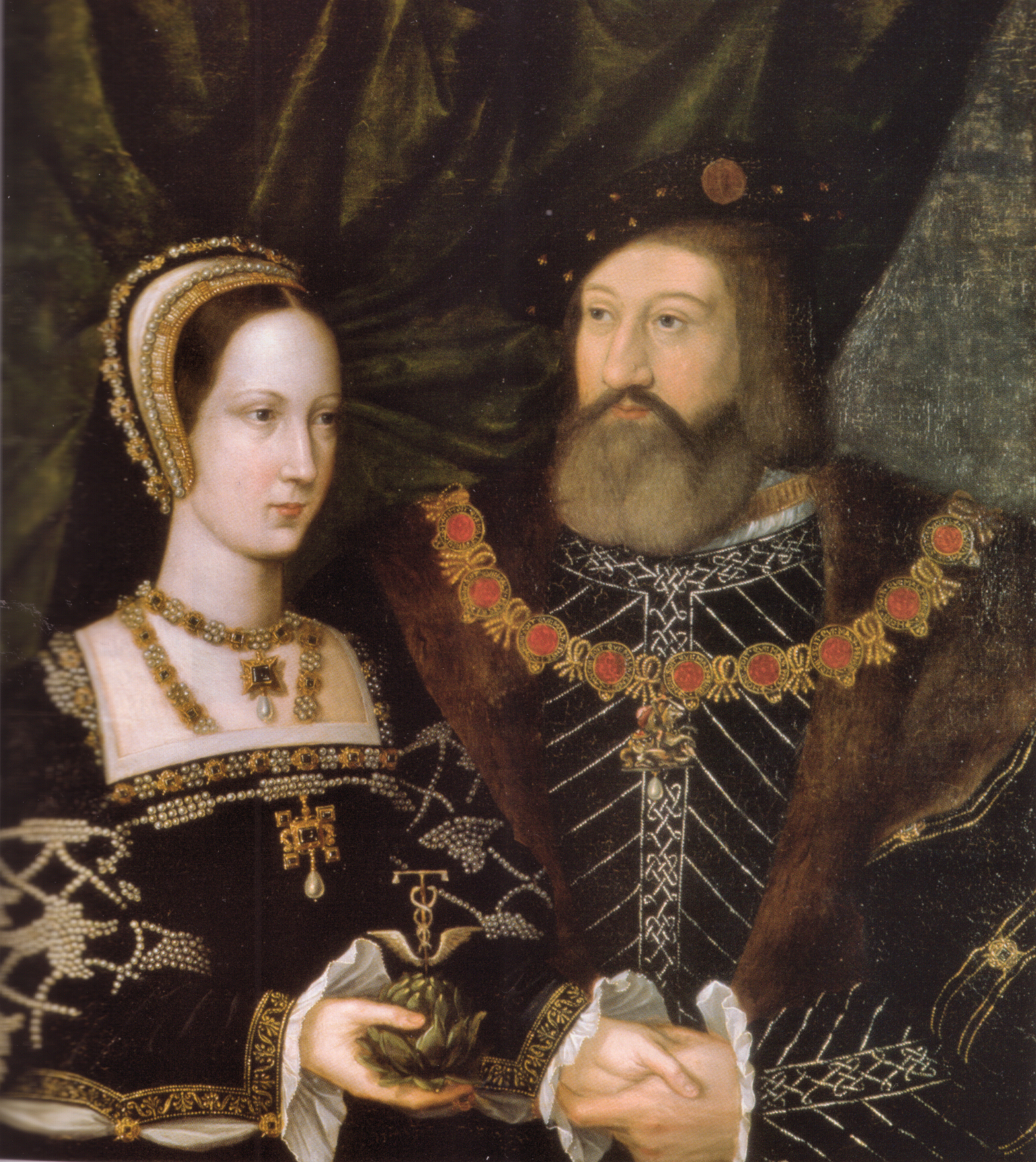
Maria Tudor i de York i Charles Brandon, 1r Duc de Suffolk per Jan Mabuse
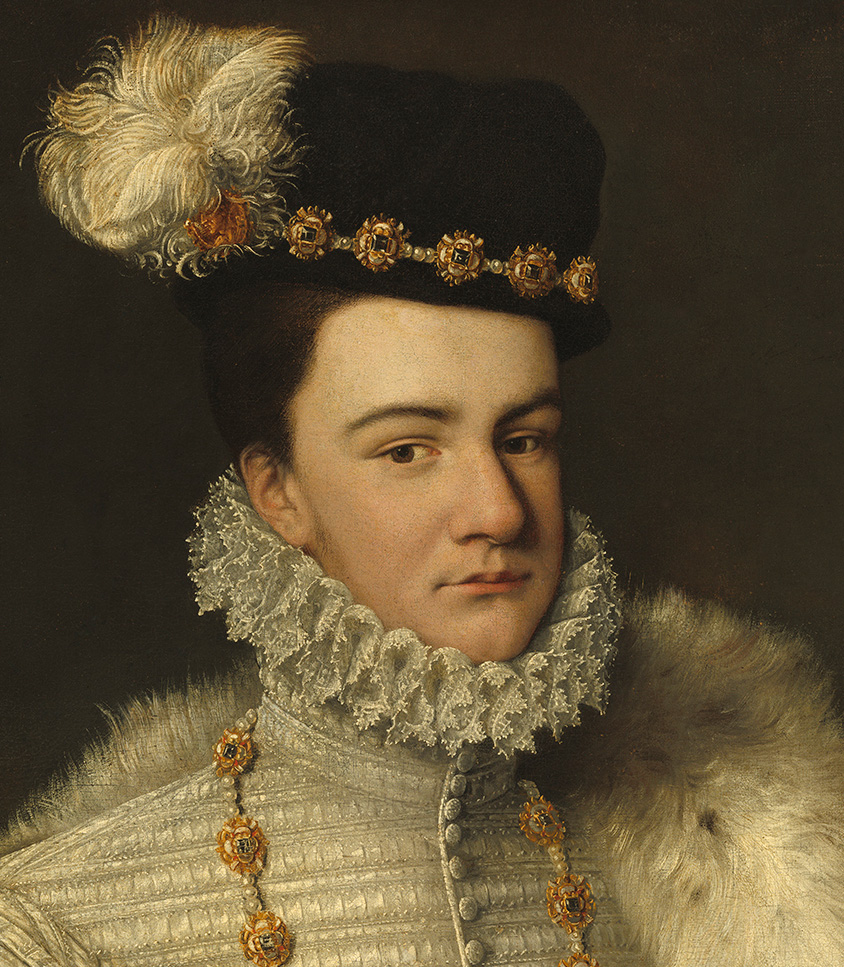
Francesc d'Anjou de François Clouet
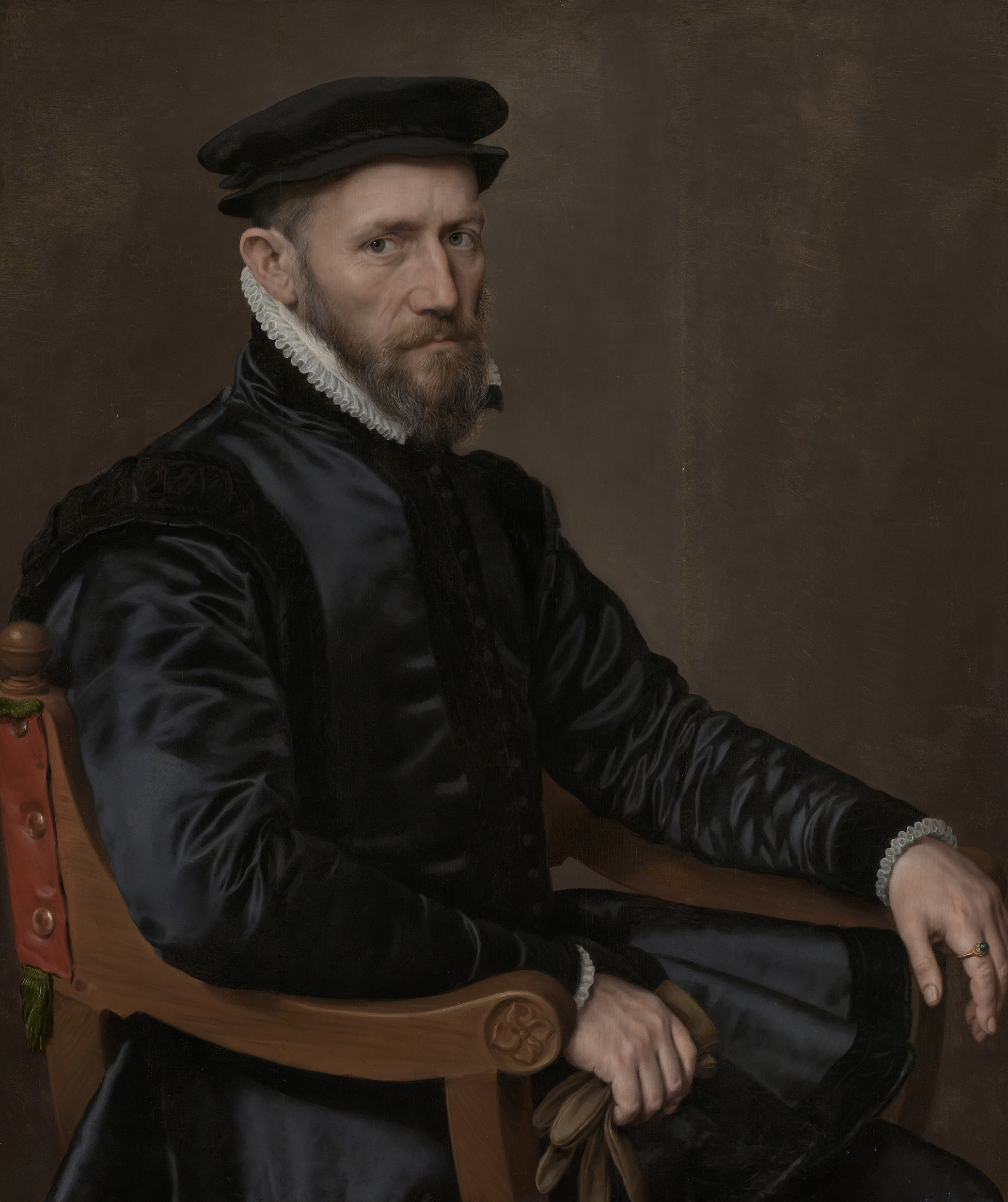
Thomas Gresham per Antonis Mor
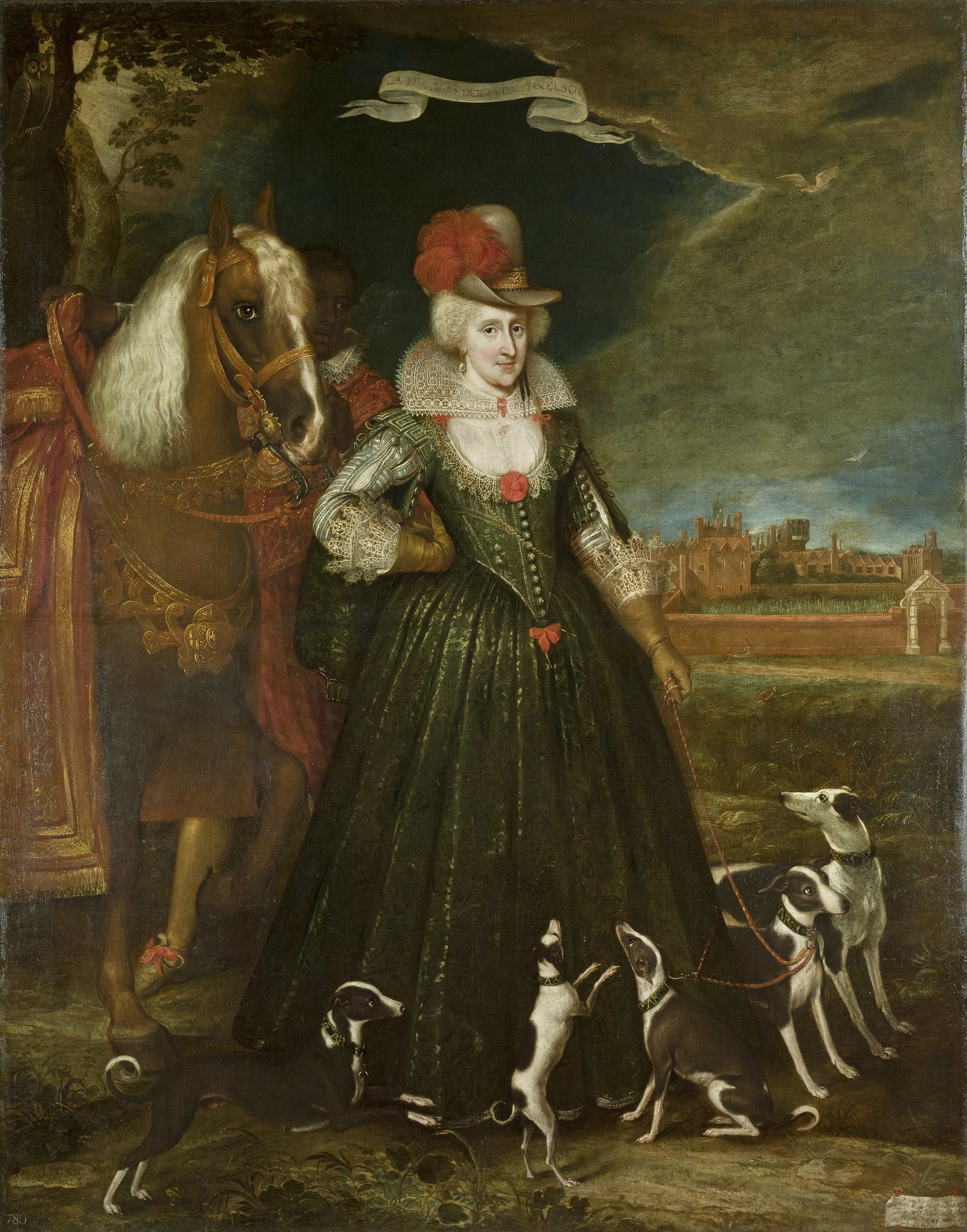
Anna de Dinamarca per Paul van Somer I
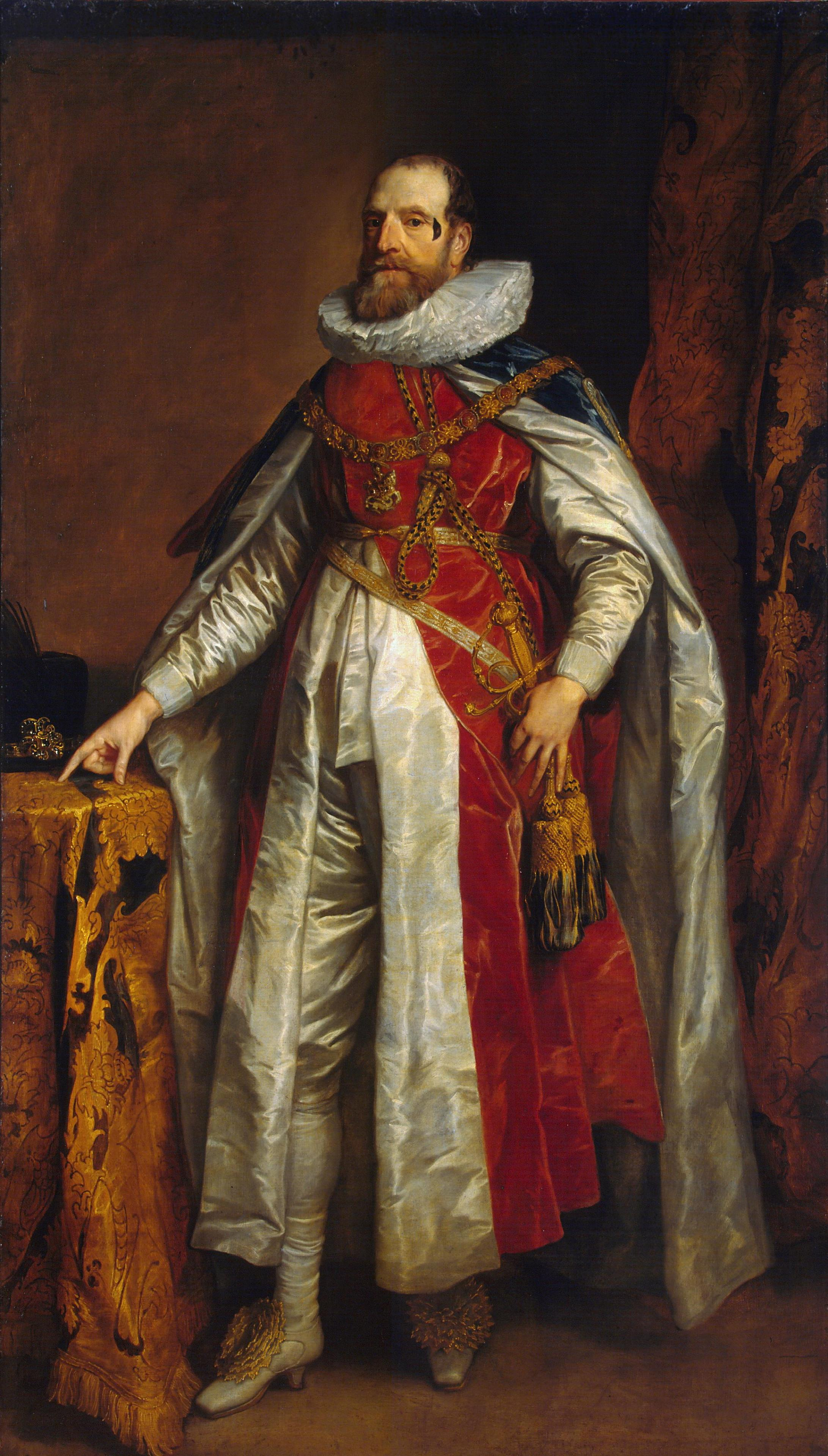
Henry Danvers, 1r Comte de Danby, per Anthony van Dyck
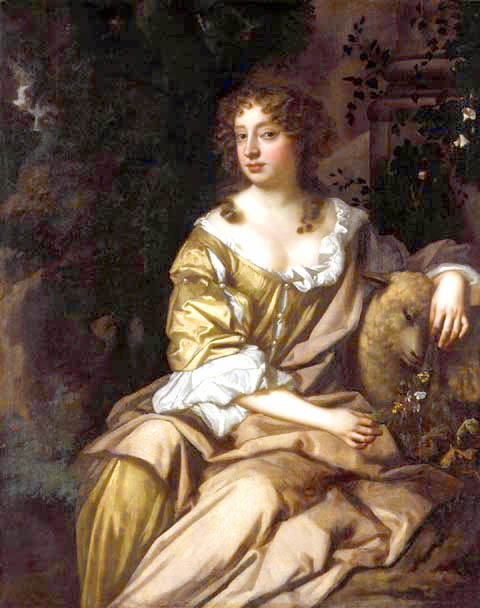
Nell Gwyn per Peter Lely
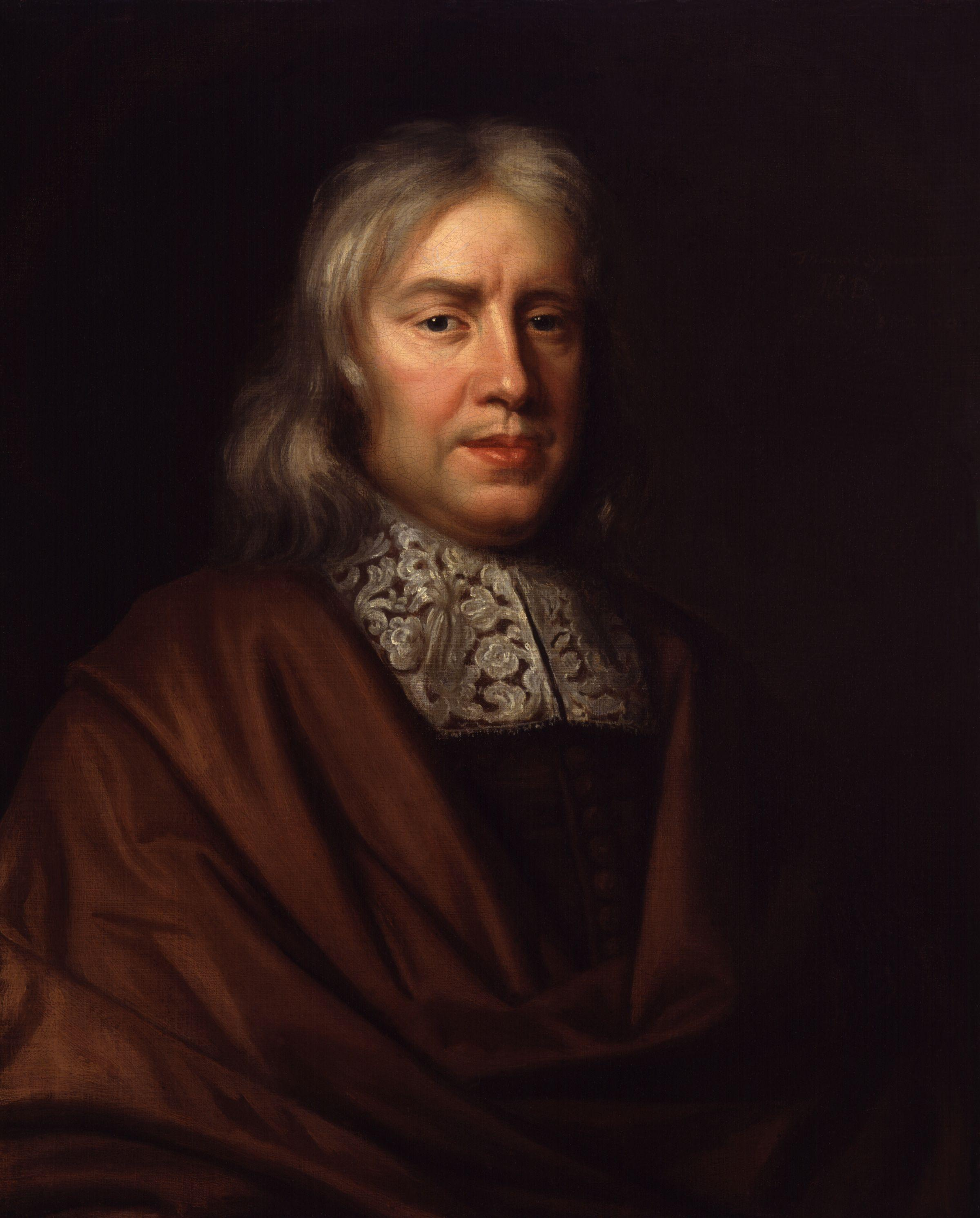
Thomas Sydenham per Mary Beale